# 绑腿

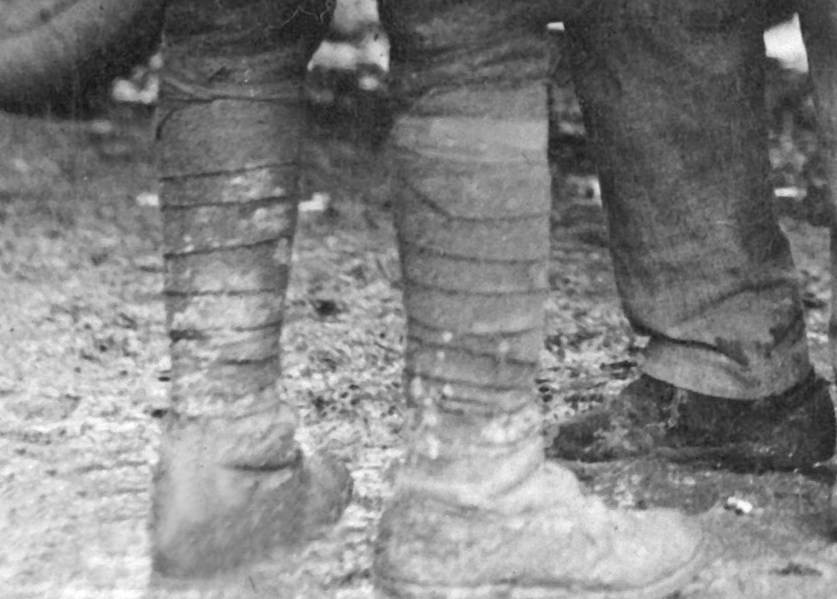
一战士兵的军用绑腿

军用绑腿，即绑在小腿上的结实布料。绑腿可以有效减轻因长距离徒步行军带来的腿部酸痛，从而增加行军里程。还可以保护士兵的小腿不受灌木、虫蛇、山石的伤害。随着时代的变迁，战场环境的不断变化。绑腿这个曾经士兵腿部重要的防护装备，已经远远不能适应现代战争的需要，也渐渐地退出了历史舞台。

## 优点[2]
1. 在长时间行军之后，能够防止血脉下积而引起的涨疼
2. 在热带、亚热带地区的山地行军中可能存在蚂蝗等动物，绑腿能够防止蚂蝗进入士兵的裤腿管
3. 防止荆棘钩挂军裤，减慢行军速度
4. 在战场上绑腿可临时替代绑带用
5. 战场上可作临时绳索以供攀爬高山或捆绑俘虏用
6. 可以临时包扎物品用

## 缺点[3]
1. 绑腿因压迫血管，降低了肌肉的爆发力和灵活性，使其并不适合于平原冲刺和剧烈的山地活动。
2. 打绑腿需要较长时间，在紧急情况下，士兵很难有时间去完成绑腿的捆扎动作，使其不再适合现代战争的需要。
3. 单兵急救用品的普及，使得绑腿兼做纱布等功能已毫无意义。
4. 绑腿在湿润潮湿地区使用时会带来一些如过敏、不透气等副作用。
5. 冬季保暖性能差。